# Hirschfelde (Gemeinde Poppelau)
Hirschfelde, polnisch Kaniów ist eine Ortschaft in Oberschlesien. Hirschfelde liegt in der Landgemeinde Poppelau im Powiat Opolski (Kreis Oppeln) in der polnischen Woiwodschaft Oppeln.

## Geographie

### Geographische Lage
Hirschfelde liegt etwa sieben Kilometer östlich vom Gemeindesitz Poppelau und 19 Kilometer nordwestlich von der Kreisstadt und Woiwodschaftshauptstadt Opole (Oppeln).
Südlich vom Ort fließt die Brinnitze, ein Nebenfluss des Budkowitzer Baches. Hirschfelde liegt mitten im Landschaftsschutzpark Stobrawski, welcher aus einem großen Waldgebiet besteht.

### Nachbarorte
Nachbarorte von Hirschfelde sind im Westen Neu Schalkowitz (poln. Nowe Siołkowice) und Sacken (poln. Lubienia) sowie im Nordosten Ładza (dt. Salzbrunn).

## Geschichte

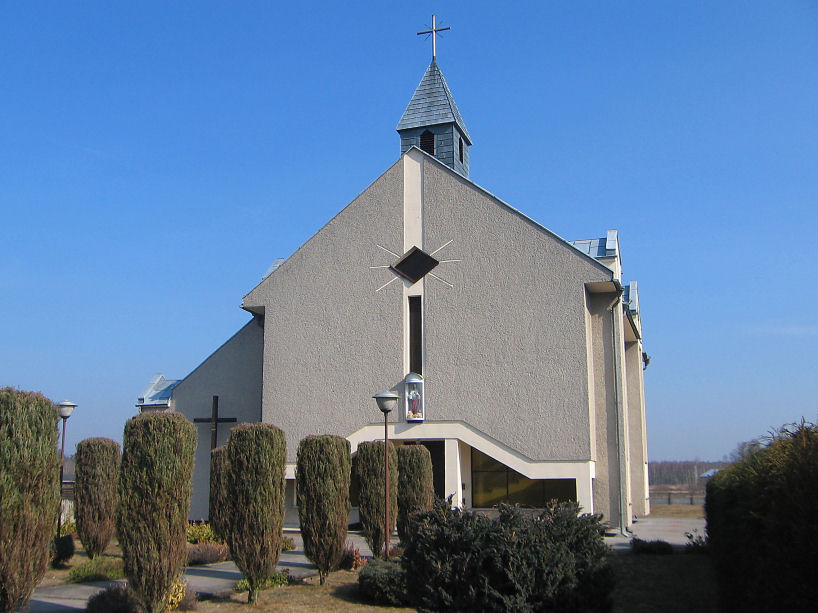
Herz-Jesu-Kirche

Der Ort wurde 1773 im Zuge der Friderizianischen Kolonisation als eine Waldarbeiterkolonie gegründet. Die Siedler stammten vorwiegend aus Oberschlesien.
Nach der Neuorganisation der Provinz Schlesien gehörte die Landgemeinde Alt Schalkowitz ab 1816 zum Landkreis Oppeln im Regierungsbezirk Oppeln.
1845 wird der polnische Ortsname als Kaniów erwähnt. Im gleichen Jahr bestanden im Dorf eine katholische Schule, eine königliche Unterförsterei, ein Pechofen sowie weitere 40 Häuser. 1845 lebten 346 Menschen im Ort, davon vier jüdisch. 1865 hatte der Ort 17 Kolonie- und 21 Häuslerstellen und eine königliche Försterei. Zu diesem Zeitpunkt waren die Einwohner nach Alt Schalkowitz eingepfarrt, besaßen jedoch eine eigene katholische Schule. 1874 wurde der Amtsbezirk Alt Schalkowitz gegründet, welcher aus den Landgemeinden Alt Schalkowitz, Hirschfelde und Neu Schalkowitz bestand.
Bei der Volksabstimmung in Oberschlesien am 20. März 1921 stimmten 233 Wahlberechtigte für einen Verbleib bei Deutschland und 175 für die Zugehörigkeit zu Polen. Hirschfelde verblieb beim Deutschen Reich. 1933 lebten im Ort 543 Einwohner. 1939 hatte der Ort 568 Einwohner. Bis 1945 befand sich der Ort im Landkreis Oppeln.
1945 kam der bisher deutsche Ort unter polnische Verwaltung und wurde in Kaniów umbenannt und der Woiwodschaft Schlesien angeschlossen. 1950 kam der Ort zur Woiwodschaft Opole. Seit 1999 gehört Kaniów zum wiedergegründeten Powiat Opolski. Am 30. September 2014 erhielt der Ort zusätzlich den amtlichen deutschen Ortsnamen Hirschfelde.

## Sehenswürdigkeiten
- Die römisch-katholische Herz-Jesu-Kirche wurde zwischen 1987 und 1990 erbaut.
- Backsteinglockenkapelle
- Wegekreuz